# Alfred Grotte
Alfred Grotte (ur. 12 stycznia 1872 w Pradze, zm. 17 czerwca 1943 w Theresienstadt) – czeski profesor, historyk, konserwator, architekt żydowskiego pochodzenia.

## Życiorys
Urodził się w żydowskiej rodzinie kantora Moritza i Berty Mayer. Od 1887 roku mieszkał w Wiedniu, gdzie po ukończeniu gimnazjum studiował inżynierię. W 1901 roku przeniósł się do Poznania i uczył architektury w miejskiej szkole budowlanej, pracował także jako architekt i konsultant budowlany dla gminy żydowskiej. Pracę doktorską o tytule Deutsche, böhmische und Polnische Synagogentypen vom XI. bis Anfang des XIX Jahrhunderts, obronił w Gdańsku. Po I wojnie światowej zamieszkał we Wrocławiu, gdzie w latach 1919–35 był profesorem w Państwowej Przemysłowej Szkole Inżynierii Lądowej. W 1921 roku został śląskim konserwatorem zabytków.
Stworzył mapę architektury synagogalnej Europy Środkowo-Wschodniej od średniowiecza do początku XIX wieku, a architekturze i konserwacji poświęcił szereg publikacji i artykułów. Grotte badał typologię synagog, ich przekształcanie w kościoły chrześcijańskie, cmentarze żydowskie i nagrobki.
W 1905 roku ukończył renowację Synagogi Maisela w Pradze która dziś stanowi część Muzeum Żydowskiego w Pradze. 
Jako architekt projektował mieszkania i domy jednorodzinne w duchu wiedeńskiej secesji geometrycznej, synagogi i nagrobki w Pradze, Wiedniu i Poznaniu. Zaprojektował Nową Synagogę i Dom Rabinacki w Tachowie (1911–1912).
Grotte był jednym z autorów merytorycznej konstrukcji i działalności Muzeum Żydowskiego we Wrocławiu oraz autorytetem w dziedzinie badań nad zabytkami kultury żydowskiej, szczególnie sztuki tradycyjnej. Interesował się sztuką Żydów Europy Wschodniej, wygłaszał na ten temat liczne odczyty w różnych instytucjach kulturalnych, szkołach i muzeach. Prowadził także edukacyjne wycieczki po miastach śląskich z żydowską przeszłością. Badał żydowskie cmentarze i synagogi na terenie Śląska, przede wszystkim w Białej i Brzegu.
Nie przewidywał nadchodzących zniszczeń ani tego, jak niektóre z jego opublikowanych prac staną się ważnym źródłem historii rozmyślnie niszczonych synagog czy innych śladów historii Żydów. Widząc zagrożenie ze strony rządów Hitlera, stworzył katalog 1200 ważnych obiektów.
W 1942 roku został deportowany wraz z rodziną z Wrocławia do obozu przejściowego Grüssau na Śląsku a stamtąd do Theresienstadt gdzie został zamordowany. Żona Clara, z d. Fränkel (1882–1944) z  Theresienstadt została wysłana do Auschwitz, gdzie zginęła.

## Publikacje
- Umbau der Synagoge in Pinne, Kreis Samter in Posen (1913)
- Das Bürgerhaus in den Posener Landen (1932)
- Deutsche, böhmische und Polnische Synagogentypen vom XI. bis Anfang des XIX Jahrhunderts, Der Zirkel, Architekturverlag G.m.b.H., Berlin or Leipzig 1915
- Types of German, Czech and Polish Synagogues from the 11th to the beginning of the 19th century (reprint 2013)
- Synagogen-Kirchen in Schlesien